# تأیید حساب (کاربری)

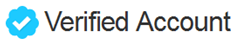
تصویری از علامت تأیید حساب توییتر

تأیید حساب (کاربری)، فرایند تایید اعتبار حساب موجود یا حساب جدید متعلق به شخص حقیقی یا سازمان باشد. تعدادی از وبسایت‌ها، برای مثال وب سایت‌های شبکه‌های اجتماعی خدمات تأیید حساب را ارائه می‌دهند. حساب‌های تأیید شده اغلب با استفاده از آیکون‌های علامت چک یا مدال‌هایی در کنار نام افراد یا سازمان‌ها، یا تغییر رنگ حساب کاربری مشاهده می‌شوند.

## روش‌ها
1. خدمات تأیید هویت: راهکارهای شخص ثالث که فردی اطلاعاتی ارائه می‌دهد که مربوط به هویت واقعی فرد باشد. برای مثال؛ صحت اسناد معتبر (گواهینامه رانندگی، گذرنامه) یا صحت اسناد بدون مبتنی بر مدرک (اعتبار دفترخانه یا اداره ، اطلاعات دولتی)
2. تأیید اسناد هویت: بارگذاری فایل تصویر اسکن شده برای نشان دادن مالکیت حساب و تایید نام خود. (فیسبوک)[۱]
3. تأیید بیومتریک: (زیست سنجشی)
4. تأیید وابسته به رفتار: شناسایی و تجزیه و تحلیل خودکار رایانه (ربات، خبر جعلی٬هرزنامه) ، شواهدی برای تأیید حساب یا حذف حساب می‌باشد.
5. تأیید اعتبار حساب بانکی: اطلاعات حساب بانکی می‌تواند در هنگام ایجاد یا تأیید حساب کاربری یا هنگام خرید انجام شود.
6. تأیید آدرس یا نشانی پستی: اطلاعات آدرس پستی را می‌توان در هنگام ایجاد یا تأیید یک حساب کاربری یا پس از ارسال یک خرید اینترنتی ارائه داد.
7. تأیید شماره تلفن: در طول فرایند تایید شماره تلفن، یک کد تایید به شماره تلفن مشخص شده توسط یک کاربر ارسال می‌شود، به عنوان مثال در یک پیام کوتاه ارسال شده به تلفن همراه همان‌طور که کاربر کد دریافت می‌کند، می‌تواند آن را در وب سایت وارد کند تا فرایند را به ثبت برساند.
8. تأیید پست الکترونیکی: یک حساب ایمیل برای ایجاد یک حساب کاربری ضروری است. در طول این فرایند یک لینک تأیید در یک پیام ایمیل به آدرس ایمیل مشخص شده توسط فرد یا سازمان ارسال می‌شود. گیرنده ایمیل در پیام ایمیل برای هدایت به لینک تأیید ارائه شده در صورتیکه فقط اگر شخص حساب را ایجاد کرده باشد، آموزش داده می‌شود. یا در مواردی ممکن است کد تایید به ایمیل مشخص شده ارسال شود.
9. تأیید چند عامل یا دو مرحله ای: در این روش معمولاً حساب کاربری امنیت بالایی پیدا می‌کند. روشی است برای تأیید هویت مدعی هویت با استفاده از چیزی که آن‌ها می‌دانند (رمز عبور) و عامل دیگری غیر از چیزی که آن‌ها دارند یا چیزی که آن‌ها هستند. یک مثال از یک گام دوم، تکرار چیزی است که از طریق مکانیسم خارج از باند برای آن‌ها فرستاده می‌شود. یا دومین مرحله ممکن است یک عدد ۶ رقمی باشد که توسط یک برنامه (رایانه) کاربردی تولید می‌شود که برای کاربر و سیستم تأیید مشترک است.[۳]
10. تأیید چند طرفه یا چند بخشی: فرایندهای تایید حساب توسط ارائه دهندگان خدمات مختلف می‌توانند یکدیگر را تأیید کنند. مزایای آن می‌توان به، ورود به سیستم بدون رمز عبور (با حساب کاربری ایمیل) یا اتصال همزمان دو حساب کاربری به یکدیگر برای مدیریت آسان و دسترسی راحت‌تر به حساب‌ها (مثال: اتصال حساب کاربری اینستاگرام به فیسبوک)[۲]